# 이리농악
이리농악(裡里農樂)은 대한민국의 지역분류상 호남우도농악에 속하는 농악으로, 1985년 12월 1일 국가무형문화재 제11-3호로 지정되었다. 전라북도 익산에서 전승되는 농악으로 현 이리농악단의 역사는 김형순(金炯淳)이 1952년에 부안에서부터 이주해온 뒤 풍물계를 조직하면서부터 시작된다. 이후 김제·정읍·부안의 전문적 우도굿잽이들을 받아들이면서 높은 수준의 농악단을 양성해왔다.

## 개요

### 형성과정
현 이리농악단은 예능 보유자 김형순이 부안에서부터 1952년에 이리시로 이주한 뒤 그 다음 해인 1953년부터 풍물계를 조직하여 배산(盃山) 중턱에서 모여 연습하던 것으로부터 시작되었다. 1959년 4월 초파일부터 '농악단'이라는 이름을 붙이고 활동하였다. 1983년의 제 1회 전국 농악경연대회에서 이리농악이 최우수상을 받았고, 1985년엔 제 26회 전국민속예술경연에서 대통령상을 수상하였으며 1985년 12월 1일에 국가무형문화재 지정을 받았다.

### 특징
이리농악의 특징은 다른 지역에 비해 느린 가락을 많이 쓴다는 것이다. 또한 설장고의 가락과 춤이 발달되어 있고 진법과 상쇠의 부포놀이 및 소고춤의 기법이 다양한 점 또한 이리농악의 특징이라 할 수 있다. 영남농악과는 달리 북의 존재를 중요시 않고, 쇠꾼과 장고잽이를 위주로 가락을 구사해 간다. 또 가락 하나 하나를 매우 치밀하게 다루며, 동작의 변화를 예고하고 시작과 맺음을 분명하게 한다. 초창기부터 이리(현 익산시) 지역의 마을 농악이 아니라 전북의 우도농악 전문인들을 초빙하여 기량을 닦아나와 전문 농악적인 성향이 보다 크다.

### 형태
농악 구성원에는 악기잽이와 기수 및 잡색이 있다. 악기잽이로 꽹쇠 4인, 징수 2인, 장고수 5~6인, 북 2인, 소고 상당수, 쇠로된 긴 나발수 1인, 쇄납수 1인을 두는 경향이다. 기수로는 농기수 1인, 용기수 1~2인 및 영기수 2인이 있다. 잡색으로는 대포수, 조리중, 창부, 양반, 각시가 각각 1인씩이며, 무동 2인을 두기도 한다.
기본 가락 중에서 3분박 4박인 예는 인사굿, 좌질굿의 제 4~5마디, 질굿 제 2마디, 이음굿, 긴 삼채, 짧은 삼채, 변형 삼채, 긴 매도지의 제 2·5·6마디, 짧은 매도지의 제 3·4마디, 이리 매도지의 제 4·6·7마디, 달어치기 등이고 4분의 6박은 좌질굿 제 1~3마디, 우질굿 제 2~4마디, 질굿 제 1마디, 긴 매도지의 제 1·3마디, 짧은 매도지의 제 1마디, 이리매도지의 제 1·2·5마디 등이다. 8분의 10박은 오채질굿 일부와 우질굿 제 1마디 등이며 4분의 4박은 첫째마당 입장굿, 이채, 오방진, 진오방진, 묘기 등이고 3분박 3박의 예로는 양산도와 셋째마당 낸드래미가 있다.

### 내용
이리농악의 주된 구성은 첫째 마당(오채질굿), 둘째 마당(오방진), 셋째 마당(호호굿)이다. 첫째 마당 입장전에 준비로서 다스름굿을 친다. 셋째 마당 끝에 뒷굿을 놀고 퇴장한다. 이 밖에도 치배들이 다른 마을에 걸립을 나갈 때 하는 걸립굿에는 문굿, 들당산굿, 샘굿, 마당밟이 고사굿을 친다. 또 농사를 할 때 치는 보매기굿과 논매기 풍장굿도 있다.

## 보유자
| 성명   | 성별 | 생년월일 | 기.예능 | 주소                          | 지정일자   | 해제일자 | 해제사유 |
| ------ | ---- | -------- | ------- | ----------------------------- | ---------- | -------- | -------- |
| 김문달 | 남   | 1908.4.7 | 상쇠    | 전북 김제군 백구면 부용리 206 | 1985.12.01 |          |          |
| 김형순 | 남   | 1933.9.7 | 설장고  | 전북 이리시 남중1가동 154     | 1985.12.01 |          |          |

## 같이 보기
- 풍물놀이
- 진주삼천포농악
- 평택농악
- 강릉농악
- 임실필봉농악
- 구례잔수농악

## 참고 문헌
- 이소라, 이리농악, 화산문화, 2000.